# پی۴ شکارچی
پی۴ شکارچی یک ستاره است که در صورت فلکی شکارچی قرار دارد.